# Lamprechtshausener Straße
Die Lamprechtshausener Straße (B 156) ist eine Landesstraße in Österreich. Sie hat eine Länge von 54,5 km und führt von Salzburg zunächst entlang der Salzach, später durch das Innviertel nach Braunau am Inn. Ihren Namen hat die Straße von der Gemeinde Lamprechtshausen, die genau in der Mitte der Strecke liegt.

## Verlauf

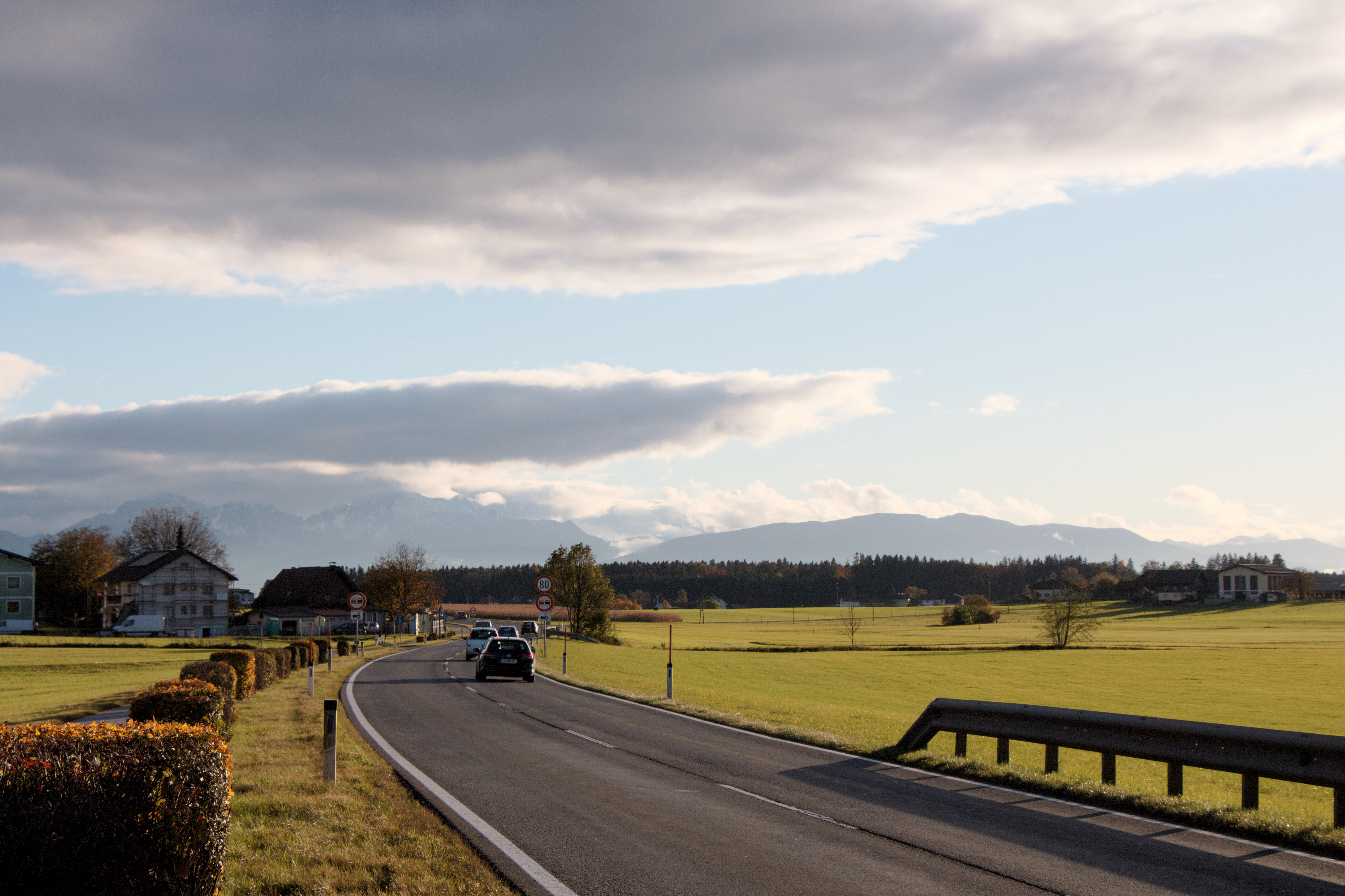
Die B156 südlich von Lamprechtshausen Richtung Süden

Die Lamprechtshausener Straße nimmt ihren Ausgang bei der Abfahrt Salzburg Nord der West Autobahn (A1), wo sie noch im Stadtgebiet von Salzburg (Stadtteil Kasern) den von Süden kommenden Verkehr auf der Salzburger Straße, die ebenfalls bei der Autobahn ihren Ausgangspunkt hat, nach Norden weiterführt. Nach Passieren des Bergheimer Ortsteils Lengfeldensiedlung zweigt im Kreisverkehr bei Lengfelden die Mattseer Landesstraße L101 nach Mattsee und weiter Richtung Oberösterreich ab. Nun nach Westen führend durchquert die Lamprechtshausener Straße das Ortszentrum von Bergheim, wo linksseitig die Bergheimer Landesstraße L118 aus der Stadt Salzburg kommend einmündet und gegenüber der die Lamprechtshausener Straße Nachrang hat. Hierauf führt die B156 stets Richtung Norden und passiert im Bezirk Salzburg-Umgebung zuerst noch die Gemeindegebiete von Anthering und Nußdorf am Haunsberg (da speziell Weitwörth), wo die Nußdorfer Landesstraße L204 Richtung Michaelbeuern ihren Ausgang nimmt.
Vor der Brücke über die Oichten zweigt die alte Trasse durch das Stadtgebiet von Oberndorf bei Salzburg als nunmehrige B156 ab, und die Lamprechtshausener Straße fungiert hierauf bis zur Einmündung der St. Georgener Landesstraße L205 als Umfahrung von Oberndorf. In diesem Abschnitt unterquert sie in einer Unterflurtrasse ein Siedlungsgebiet von Göming. Nach Durchqueren des Lamprechtshausener Ortsteils Arnsdorf führt die B156 ins Ortszentrum von Lamprechtshausen, wo die Bürmooser Landesstraße L115 ihren Anfang hat. Am Nordrand von Lamprechtshausen zweigt zuerst die Berndorfer Landesstraße L207 über Berndorf bei Salzburg nach Seeham ab und schließlich als letzte Salzburger Landesstraße die Außerfürter Landesstraße L228, die kurz darauf als oberösterreichische Landesstraße (Holzöster Straße L1010) nach Franking weitergeht.

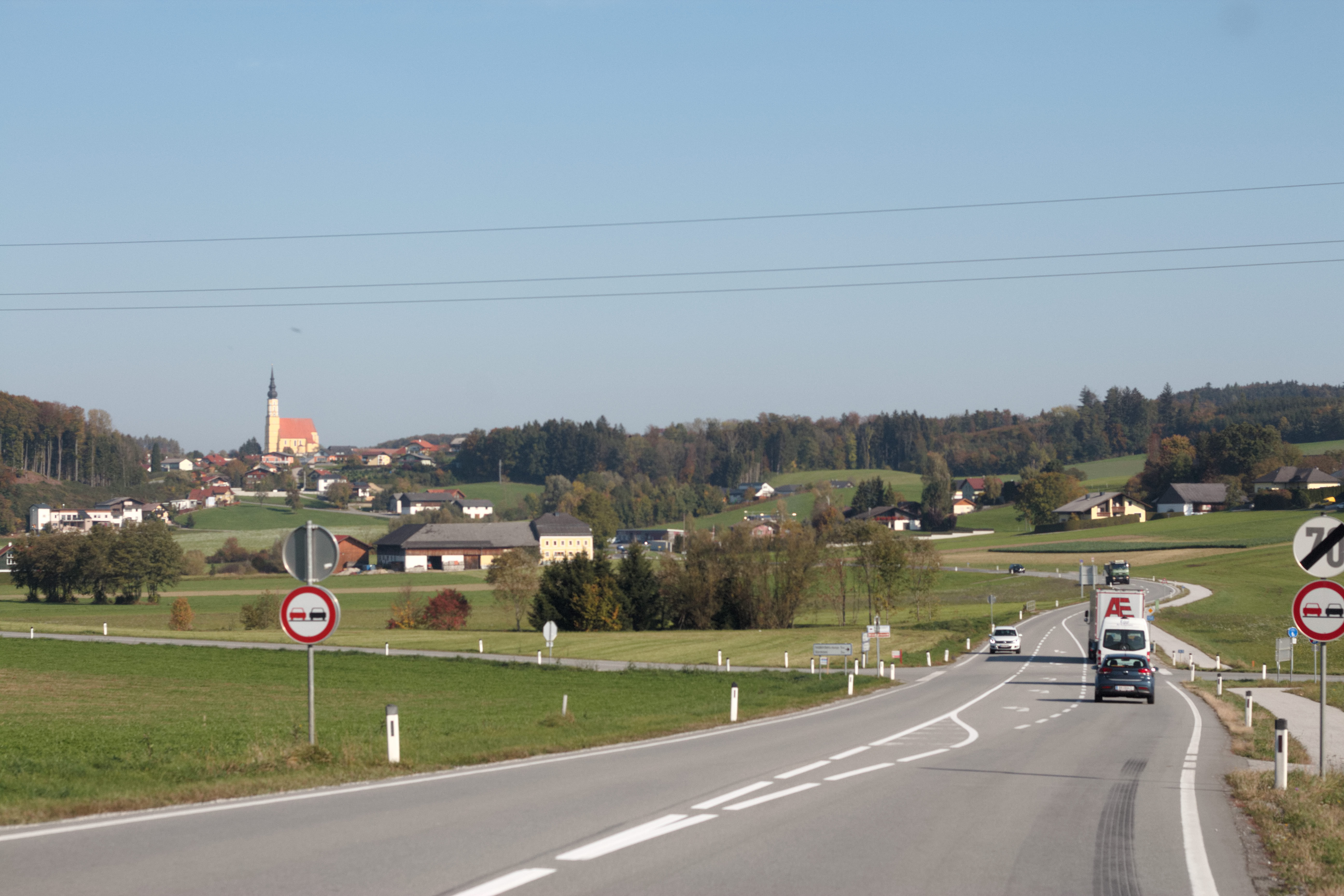
Die B156 zwischen Moosdorf und Eggelsberg Richtung Norden

Auf oberösterreichischem Gebiet führt die Lamprechtshausener Straße im Bezirk Braunau am Inn erst durch die Gemeindegebiete von Moosdorf (Kreuzung mit der Habersdorfer Straße L1030 von Ibm nach Feldkirchen bei Mattighofen) und Eggelsberg (im Ortsteil Gundertshausen Kreuzung mit der Oberinnviertler Straße L503 von Neuhofen im Innkreis nach Hochburg-Ach und kurz danach Abzweig der Frankinger Straße L504 über Franking nach Trimmelkam). Anschließend passiert die Lamprechtshausener Straße die Gemeinden St. Georgen am Fillmannsbach (Abzweig der Feldkirchener Straße L1032 nach Feldkirchen bei Mattighofen) und – nach Querung des Fillmannsbachs – Handenberg (Abzweig der Handenberger Straße L1029 über Handenberg nach Gilgenberg am Weilhart). Danach führt die B156 durch das Zentrum von Neukirchen an der Enknach (Abzweig der Schwander Straße L1023 nach Schwand im Innkreis) und danach ein Stück durch den Lachforst, wobei sie teilweise die Gemeindegrenze zu Burgkirchen bildet. Letztlich mündet die B156 im Stadtgebiet von Braunau nach dem Ortsteil Ranshofen in die Altheimer Straße B148 ein.
Die Lamprechtshausener Straße ist durchwegs zweispurig ausgebaut und gilt mit Ausnahme bei Kreisverkehren und bei der Einmündung der Bergheimer Landesstraße nördlich von Salzburg in Bergheim als Vorrangstraße. Auf Salzburger Gebiet bis führt die Straße bis Lamprechtshausen im Grunde parallel zur Salzburger Lokalbahn.

## Geschichte
Die Salzburg-Oberndorfer Straße gehört zu den 20 Straßen, die im Salzburger Straßengesetz vom 14. Jänner 1873 ausdrücklich als Landesstraßen bezeichnet werden. In Oberösterreich wurde der anschließende, 29,7 km lange Streckenabschnitt zwischen Braunau und Moosdorf bis 1932 als Braunau-Laufener Bezirksstraße bezeichnet und erhielt 1932 den Namen Moosdorfer Straße.
Nach dem Anschluss Österreichs wurde das oberösterreichische Straßennetz nach reichsdeutschem Vorbild neu geordnet. Die Straße zwischen Braunau und Moosdorf wurde am 1. April 1940 zur Landstraße I. Ordnung erklärt und als L.I.O. 1 bezeichnet.
Die Lamprechtshausener Straße gehört seit dem 1. Jänner 1949 zum Netz der Bundesstraßen in Österreich.

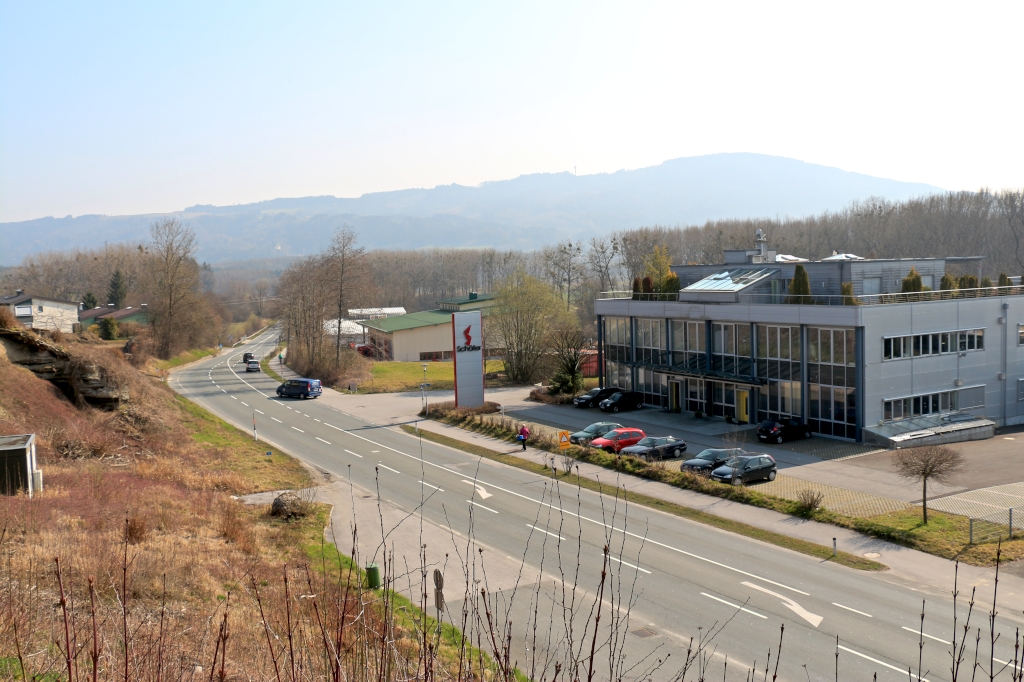
Die jetzige B156a am südlichen Stadtrand von Oberndorf

Bis zur Eröffnung der Umfahrung von Oberndorf bei Salzburg im Dezember 1994 führte die Lamprechtshausener Straße durch das Zentrum von Oberndorf. Seitdem läuft die 2,2 km lange Straße von der Abzweigung von der B 156 durch das südliche Stadtgebiet von Oberndorf nunmehr bis zur Staatsgrenze zu Deutschland auf der Mitte der Salzachbrücke Laufen-Oberndorf unter der Bezeichnung B 156 a und hat die innerstädtische Bezeichnung Salzburger Straße und auf den letzten Metern Brückenstraße.